# Desa Terban (administrativ by i Indonesien, lat -6,92, long 109,70)
Desa Terban är en administrativ by i Indonesien.   Den ligger i provinsen Jawa Tengah, i den västra delen av landet, 300 km öster om huvudstaden Jakarta.